# Ильин, Андрей Семёнович
Андрей Семёнович Ильин  (1911, Одинцовка, Коротоякский уезд, Воронежская губерния, Российская империя — 7 октября 1987, Полысаево, Кемеровская область) — машинист угольного комбайна участка № 2 шахты «Полысаевская-1» треста «Ленинуголь» комбината «Кузбассуголь».

## Биография
Родился в 1911 году в селе Одинцовка ныне Репьевского района Воронежской области в бедной крестьянской семье.
Свою трудовую деятельность начал на шахтах Донбасса в 1931 году. В 1942 году был направлен в Кузбасс (Кемеровская область). Работал машинистом врубовой машины и угольного комбайна на шахте имени С. М. Кирова, затем на шахте «Полысаевская-1», в том числе и в годы Великой Отечественной войны.
Принимал личное участие в освоении новой добывающей техники и установлении всесоюзного рекорда по выдаче комбайном «Донбасс» — 25100 тонн угля в месяц, являлся активным участником внедрения комплексной организации труда на шахте. Все годы перевыполнял производственный план. За производственные успехи был награждён значком «Отличник Соцсоревнования», ему было присвоено звание «Почетный шахтер».
Ильин одним из первых повел комбайн с шарнирным баром большой высоты. Он был одним из новаторов внедрения комплексной организации труда, родившейся на «Полысаевской-1» и получившей признание далеко за пределами Кузнецкого бассейна.
Указом Президиума Верховного Совета СССР от 26 апреля 1957 года за выдающиеся успехи, достигнутые в деле развития угольной промышленности в годы пятой пятилетки и в 1956 году, Ильину Андрею Семёновичу присвоено звание Героя Социалистического Труда с вручением ордена Ленина и золотой медали «Серп и Молот».
С 1961 года — на пенсии.
Жил в Ленинске-Кузнецком, а затем в поселке (с 1989 года — город) Полысаево Кемеровской области. Более четверти века работал в составе внештатного отдела кадров шахты, часто встречался с молодыми рабочими шахты, учащимися подшефной школы № 17.
Умер в 1987 году. Похоронен на кладбище шахты «Кузнецкая».

## Награды
Награждён орденами Ленина (26.04.1957), Трудового Красного Знамени, медалями.